# Солодовников, Сергей Витальевич
Серге́й Вита́льевич Солодо́вников (бел. Сяргей Віталевіч Саладоўнікаў; 2 ноября 1958, Иркутск, РСФСР, СССР) — советский и белорусский футболист (играл на позиции нападающего), белорусский футбольный тренер.

## Карьера

### Игровая
Воспитанник гродненского футбола, первый тренер — Иван Олексяк. После окончания школы поступил в минский Институт физкультуры (ныне БГУФК), играл за институтскую команду «Буревестник» в первенстве Белорусской ССР среди КФК.
Летом 1978 года начал выступать в соревнованиях мастеров за команду «Химик», позднее переименованную в «Неман» (Гродно). Выступал на позиции нападающего. В 1990—1992 годах играл за польский клуб «Ягеллония», с которым поднялся из 1-й лиги в высшую.
В 1992—1997 годах выступал в гродненских клубах «Кардан Флайерс» и «Неман». В составе последнего, в рамках высшей лиги Беларуси, забил 22 гола в 52 матчах. Обладатель Кубка Беларуси 1992/93. В розыгрыше Кубка обладателей кубков в сезоне 1993/1994, смог поразить ворота швейцарского «Лугано». В составе «Кардан Флайерс» в осеннем сезоне 1995 года стал лучшим бомбардиром первой лиги (11 голов), также был играющим тренером клуба.
Является лучшим бомбардиром гродненского «Немана» за всю историю — 153 гола в 423 матчах в первенствах СССР и Беларуси.

### Тренерская
С 1997 по 2005 год руководил гродненским «Неманом» сумев привести команду к серебру чемпионата 2002 года.
В 2006 году был помощником тренера могилёвского «Днепра». Два года (2007—2009) руководил юношеской сборной Беларуси (до 19). В сезоне 2010/11 был помощником тренера клуба «Динамо» (Минск).
С 2011 года перешёл в «Неман». В конце 2013 года появились слухи о переходе Солодовникова в команду серебряного призёра чемпионата 2013 года —  «Шахтёр» (Солигорск). Солодовников подтвердил, что такое предложение поступало, но он предпочёл остаться в гродненском клубе. В 2016 году после поражения от брестского «Динамо» покинул пост главного тренера «Немана». Солодовников остался в «Немане» только на должности тренера по научно-методической работе.
В середине 2017 года возглавил клуб «Лида», выступавший в первой лиге Беларуси, проработал там полтора сезона. В начале 2019 года назначен директором СДЮШОР «Неман».

## Достижения

### В качестве тренера
- Серебряный призёр чемпионата Беларуси: 2002

## Личная жизнь
Родился в Иркутске в семье военного, в детстве семья переехала в Гродно к родителям отца. Брат-близнец Валерий тоже был футболистом и много лет играл за «Неман» на позиции защитника, затем в качестве тренера и функционера работал в клубе.